# Jin (Xia-König)
Jǐn (chinesisch 廑) war der 13. König der halb-legendären Xia-Dynastie von China. Sein alternative Name lautet Yinjia (胤甲).

## Herrschaft
Jin regierte vermutlich etwa 21 Jahre lang. Sein Vater war König Jiong von Xia und sein Name bedeutet „Hütte“.
Laut den Bambusannalen verlegte Jin die Hauptstadt an den Westfluss (西河). Im vierten Jahr seiner Herrschaft vermisste Jin seine frühere Heimatstadt und erfand somit die Musik vom Westfluss.
Im achten Jahr seiner Herrschaft gab es eine sehr schwere Dürre.
Einer seiner Vasallen, Ji Fan (己樊), war der Anführer des Kunwu (昆吾)-Klans. Ursprünglich war er dem Land Wei zugeordnet, aber er verlegte seine Hauptstadt von Wei nach Xu.